# Pimentero de la emperatriz
El pimentero de la emperatriz es un objeto que forma parte del tesoro de Hoxne, y aunque no parece que realmente represente a una emperatriz, sí es cierto que se trata de un piperatorium de plata en parte dorado, que data de alrededor del año 400. 
El tesoro de Hoxne se encontró en Hoxne, Suffolk, en noviembre de 1992, y actualmente forma parte de la colección del Museo Británico, donde se encuentra normalmente expuesto. Es una estatuilla de plata hueca de la parte superior de un cuerpo femenino, con un mecanismo que permite moler pimienta o especias que se cargan por la base y se sacude después. El mecanismo no muele la pimienta y tiene un disco rotatorio con tres posiciones. Una posición permite que se cargue, otro tiene pequeños agujeros para que salga la pimienta molida y otra permite que se cierre. Fue elegido como uno de los objetos de los que hablar en el programa de radio de la BBC en 2010 Una historia del mundo en cien objetos, como el número 40.

## Pimenteros en la arqueología romana

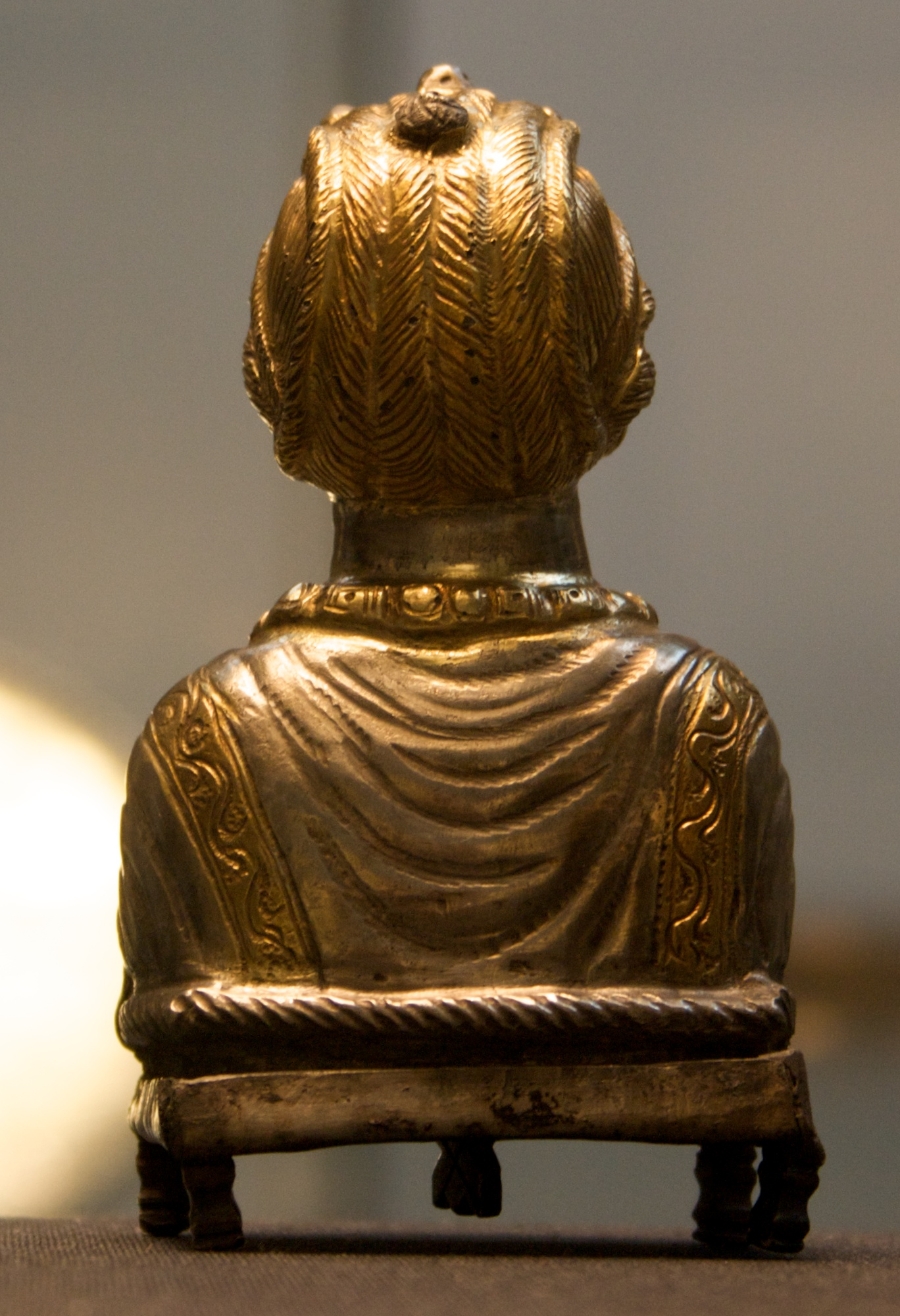
La parte trasera del pimentero

Los Piperatoria son infrecuentes en la arqueología romana. Cuatro, incluyendo la emperatriz, se encontraron en el tesoro de Hoxne en Inglaterra. Se cree que estos especieros contuvieron pimienta u otra especia valiosa. La evidencia de pimienta en particular se ha obtenido gracias a pimienta negra mineralizada que se ha encontrado en tres lugares descubiertos en los años noventa y a partir de las tablillas de Vindolanda, que documentan la compra por dos denarii cerca del muro de Adriano. Otros yacimientos han puesto de manifiesto otros aderezos culinarios como coriandro, semillas de amapola, apio, eneldo, ajedrea, mostaza e hinojo. Se sabe que existían otros aderezos gracias a las traducciones de recetas que han llegado a nuestros días.
Dos supuestos pimenteros se encontraron en la casa de Menandro en Pompeya pero se pueden colocar adecuadamente sobre una mesa, lo que sugiere que, de hecho, se usaron para probar vino más que para echar pimienta. Los únicos objetos que son, sin discusión, piperatoria romanos datan todos de después del año 250; se han encontrado en varios lugares: en Place Camille-Jouffres en Vienne, Francia; en el tesoro de Chaourse en el departamento de Aisne, Francia; en Nicolaevo en Bulgaria; y uno de origen desconocido, pero que se cree que es de Sidón.[cita requerida]

## Nombre
Hay mucho parecido entre el especiero y un diseño de pesas de balanza romana usados en un período posterior en el Imperio romano oriental. En la época del descubrimiento del tesoro de Hoxne se creía que estas pesas representaban a una emperatriz y de ahí el nombre que se le dio al pimentero. Sin embargo, posteriores reflexiones sobre los pesos de bronce han cambiado y ya no se cree que representen a una emperatriz o a ninguna diosa romana. Las figuras sostienen un rollo, lo que significa educación y riqueza, pero carecen de la diadema asociada a una emperatriz. Si se piensa independientemente en el pimentero, parece que sería más adecuado hablar de una "dama". Por ello actualmente se cree que es una mujer noble. A pesar de todo, como el pimentero ya ha tenido amplia publicidad llegados a este punto, el nombre se conserva aunque debe usarse con conocimiento de causa.